# Distrofia muscolare
Sotto il termine distrofia muscolare si raccolgono un gruppo di gravi malattie neuromuscolari miopatiche a carattere degenerativo, determinate geneticamente e che causano atrofia progressiva della muscolatura scheletrica.
Si calcola che in Italia l'1% circa della popolazione sia affetto da malattie neuromuscolari; questa percentuale equivale grosso modo al 10% di tutti gli ammalati neurologici.
Le forme più diffuse sono la distrofia muscolare di Duchenne, la distrofia miotonica e quella di Becker; esistono però un'infinità di forme intermedie, e in pressoché in ogni soggetto il decorso della malattia appare differente rispetto ad altri pazienti.

## Tipologie
- Distrofia di Duchenne

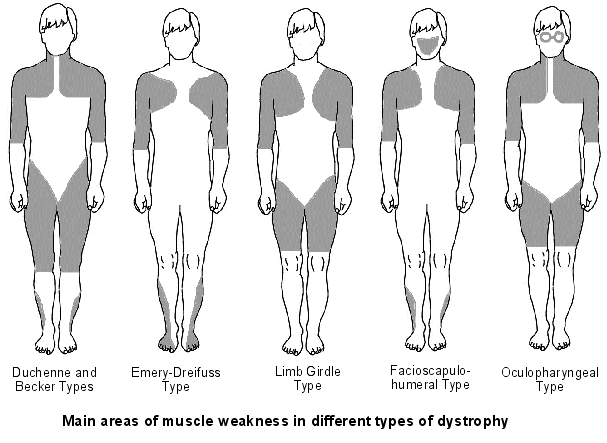
Coinvolgimento muscolare specifico nelle principali forme

- Distrofia muscolare di Emery-Dreifuss
- Distrofia muscolare di Becker
- Miopatia X-linked con eccessiva autofagia
- Sindrome di Barth
- Miopatia di McLeod
- Distrofia muscolare dei cingoli 1F - LGMD1F
- Distrofia muscolare dei cingoli 2B
- Miopatia nemalinica
- Distrofie muscolari congenite con esordio nel primo anno di vita[1]:
  - Distrofia muscolare congenita di Ullrich
  - Distrofie da deficit di merosina
  - Distrofie da deficit di selenoproteina 1
  - Distrofie da alterata glicosilazione dell’alfa-distroglicano (le prime tre sono considerate collegate anche alla distrofia miotonica di tipo 1)
    - Distrofia di Fukuyama
    - Muscle-Eye-Brain Disease
    - Sindrome di Walker-Warburg
    - Distrofia MDC1C
    - Distrofia MDC1D
- Distrofia miotonica di tipo 1 (o di Steinert)
- Distrofia miotonica di tipo 2 (o miopatia miotonica prossimale)
- Distrofia facio-scapolo-omerale
- Distrofia oculofaringea
- Distrofia muscolare scapolo-peroneale
- Distrofie distali:
  - Miopatia distale di Welander
  - Miopatia di Myoshi
  - Miopatia distale finlandese tibiale
  - Miopatia di Nonaka
  - Miopatia di Udd-Markesbery-Griggs
  - Miopatia di Gowers-Laing
  - Miosite ereditaria da corpi inclusi di tipo 1
  - Miopatia distale con indebolimento delle corde vocali e dei muscoli faringei
  - Zaspopatia o miopatia distale associata al gene ZASP
- Miopatia di Bethlem

## Distrofia muscolare di Duchenne
Questo tipo di distrofia, detta anche distrofia muscolare generalizzata dell'infanzia, è la più frequente e la meglio conosciuta tra le distrofie muscolari dell'infanzia. Ha un decorso relativamente rapido e attivo.
L'incidenza varia da 13 a 33 casi/100 000

### Eziologia
Si osserva una forte predisposizione familiare; poiché la patologia è trasmessa come tratto recessivo legato al cromosoma X, si manifesta prevalentemente nei maschi. Nel 30% dei pazienti vi è un'anamnesi familiare negativa e si ritiene che in questi casi avvenga una mutazione spontanea del cromosoma.
Si osserva occasionalmente una forma distrofica muscolare prossimale nelle ragazze. Questo fatto può avere molte spiegazioni:
- Se la femmina ha un solo cromosoma X
- Per lyonizzazione, ovvero l'inattivazione del cromosoma X paterno in una grande quantità di cellule embrionali

### Patogenesi
L'alterazione del gene localizzato sul cromosoma X determina la mancata produzione di una proteina denominata distrofina. Nel muscolo questa è localizzata sul versante citoplasmatico del sarcolemma dove interagisce con la F-actina del citoscheletro, la struttura filamentosa di rinforzo della cellula muscolare.
Inoltre è strettamente legata ad un complesso di proteine sarcolemmali conosciute come proteine legate alla distrofina (DAPs) e glicoproteine legate alla distrofina (DAGs).
La mancanza della distrofina conduce ad una perdita delle DAPs e alla rottura del complesso proteina-distroglicano. Questa rottura rende il sarcolemma suscettibile alla lacerazione durante la contrazione muscolare.

### Anatomia Patologica
Negli stadi precoci le caratteristiche principali sono la degenerazione segmentale, la fagocitosi di singole fibre o gruppi di esse, la rigenerazione promossa dalla necrosi.
Con il progredire della malattia si osservano modificazioni comuni a tutti i tipi di distrofia muscolare: perdita di fibre muscolari, fibre residue di maggiore o minore diametro rispetto al normale e disposte casualmente, aumento degli adipociti e fibrosi.
Si osserva quindi uno stato di ipertrofia, risultato dell'ingrossamento delle fibre sane rispetto alle fibre adiacenti inutilizzate. Successivamente la vera ipertrofia viene sostituita da una pseudoipertrofia, dovuta alla sostituzione delle fibre degenerate con tessuto adiposo.
Alla fine le fibre degenerano e scompaiono, presumibilmente a causa dell'estinguersi della capacità di rigenerazione . In quest'ultimo stadio rimangono solo poche fibre muscolari sparse, quasi perse in un mare di adipociti.

### Quadro clinico
La distrofia di Duchenne viene riconosciuta al terzo anno di vita.
I primi segni che attirano l'attenzione sono l'incapacità di camminare o correre quando queste funzioni avrebbero già dovuto essere acquisite; oppure, una volta che queste attività vengano acquisite, i bambini appaiono meno attivi della norma e cadono facilmente.
Con il passare del tempo aumentano le difficoltà a camminare, correre, salire le scale... I primi muscoli ad essere colpiti sono il quadricipite, i glutei. I muscoli della scapola degli arti superiori vengono colpiti successivamente.
L'ingrossamento dei polpacci e di altri muscoli è progressivo nei primi stadi della malattia, anche quelli originariamente ingrossati, tendono a ridursi di volume.
Gli arti sono solitamente ipotonici e flaccidi, ma con il progredire della malattia compaiono contratture conseguenti al mantenimento degli arti nella stessa posizione e al mancato bilanciamento fra agonisti ed antagonisti.
I riflessi tendinei dapprima diminuiscono e poi scompaiono parallelamente alla perdita delle fibre muscolari; gli ultimi a scomparire sono i riflessi achillei. Le ossa divengono sottili e demineralizzate. I muscoli lisci sono risparmiati, mentre il cuore è colpito e possono apparire vari tipi di aritmia.
Di solito la morte è dovuta ad insufficienza respiratoria, infezioni polmonari o scompenso cardiaco. In casi molto rari si osserva un modesto ritardo mentale non progressivo.
L'aspettativa di vita dipende sempre dal soggetto e negli ultimi quindici anni le prospettive di vita si sono allungate notevolmente grazie alla ventilazione notturna; se nel secolo scorso alcuni medici sostenevano che un paziente affetto da DMD potesse difficilmente superare il secondo decennio di vita, oggi ci sono casi di pazienti con distrofia muscolare di Duchenne che vivono oltre il cinquantesimo anno di età.

## Distrofia muscolare di tipo Becker
Altra tipologia di distrofia ben caratterizzata, strettamente correlata alla variante di Duchenne, di cui rappresenta una forma relativamente più benigna.
La sua incidenza è difficile da valutare, forse intorno a 3-6 casi/100 000 nati vivi. Si tratta anch'essa di una malattia legata al cromosoma X, trasmessa praticamente solo ai maschi.
Al contrario che nella forma di Duchenne, qui la distrofina è presente, ma risulta strutturalmente anormale.

### Quadro clinico
Essa provoca debolezza e atrofia degli stessi muscoli coinvolti nella distrofia di Duchenne, ma l'esordio è più tardivo, comparendo intorno ai 12 anni. L'età media alla quale viene persa la capacità di camminare è di 25-30 anni e la morte sopraggiunge in genere nel quinto decennio.
L'interessamento cardiaco è meno frequente e le facoltà intellettive sono quasi sempre normali.
Si può sviluppare anche una miosite.

## Distrofia Miotonica
Questa malattia è la più comune forma di distrofia dell'età adulta. Si distingue per:
- Trasmissione autosomica dominante ad alta penetranza.
- Distribuzione particolare dell'atrofia.
- Associazione di miotonia.
- Presenza di alterazioni distrofiche nei tessuti extramuscolari (cristallino, testicolo, cute, esofago, cuore).

Sono interessati costantemente dal processo distrofico certi muscoli quale l'elevatore della palpebra, i muscoli mimici, lo sternocleidomastoideo, i muscoli dell'avambraccio e della mano, della loggia anteriore delle gambe.
Il gene difettivo di questa patologia è stato localizzato sul cromosoma 19q13.3. In questo locus vi è un difetto molecolare specifico, costituito da una sequenza trinucleotidica instabile (CTG) nel 3'UTR che viene ripetuta 50-4000 volte quando nella popolazione normale il range varia da 5 a 35 volte.

### Quadro clinico
L'atrofia muscolare non si rende evidente fino alla prima età adulta. Sono spesso i piccoli muscoli delle mani a diventare atrofici; in altri casi i segni più precoci sono la ptosi palpebrale e l'assottigliamento e il rilasciamento dei muscoli della faccia. L'atrofia dei masseteri porta ad un assottigliamento della metà inferiore della faccia e alla malposizione della mandibola. Gli sternocleidomastoidei sono quasi sempre assottigliati e indeboliti con conseguente curvatura inferiore del collo (collo a cigno).
La debolezza dei muscoli della faringe e della laringe determina una voce debole e monotona. Frequenti sono la debolezza del diaframma e l'ipoventilazione alveolare con bronchite cronica. Anche le alterazioni cardiache sono frequenti, dovute il più delle volte ad anomalie della conduzione.
Caratteristica peculiare della malattia è la miotonia, che si esprime come contrazione prolungata di certi muscoli dopo una breve percussione o stimolazione elettrica o come ritardo del rilasciamento dopo contrazione volontaria. La miotonia può precedere la debolezza di molti anni.
La malattia progredisce lentamente, con interessamento graduale dei muscoli prossimali degli arti e del tronco. La maggior parte dei pazienti è confinata in carrozzella o a letto entro 15-20 anni dall'esordio e la morte si verifica a causa di infezioni polmonari, blocco cardiaco o scompenso cardio-circolatorio.
E un esempio di eterogeneità genetica (è interessato un altro gene responsabile della merosina e non la disrofina come nello DMD e BMD) e hanno lo stesso quadro fenotipico di espressione simili. Sono presenti 4 fenotipi: 
1. Classico: 60% in paesi occidentali con ipodensità della sostanza bianca e dilatazione dei ventricoli e lo sviluppo intellettivo nella norma.
2. Fukuyama: nei paesi asiatici con presenza di attivazione strutturale nel cervello, ritardo normale e epilessia.
3. Cerebro-muscolo-oculare: con presenza di disturbi neurologici e oculari e grave ritardo mentale.
4. Walker-Warburg: più severa dal p.v. neurologico.

## Terapia delle Distrofie
In molti casi ad un certo punto è necessaria la respirazione assistita, 
in quanto l'insufficienza respiratoria è un disturbo subdolo
che si può manifestare sotto forma di apnee notturne.
La somministrazione di prednisone sembra ritardare la progressione 
della distrofia fino a un periodo di tre anni.

## Prognosi
Oggi si conoscono le cause di molte forme di malattie neuromuscolari, ma non è stata ancora messa a punto una terapia definitiva. Le ricerche scientifiche proseguono alacremente in ogni parte del mondo e attualmente le speranze più fondate provengono dal tentativo di realizzare una terapia genica, e cioè di introdurre nell'organismo ammalato copie corrette (sane) di un gene difettoso.
Due rimangono i cardini del trattamento dei pazienti con distrofia muscolare: evitare il prolungato riposo a letto e incoraggiare il paziente a condurre il più a lungo una vita normale. Questo aiuta a prevenire il rapido peggioramento che consegue all'inattività e a mantenere una sana disposizione mentale.